# Gottmadingen
Gottmadingen ist eine Gemeinde im Landkreis Konstanz in Baden-Württemberg.

## Geographie

### Geographische Lage
Gottmadingen liegt am Westrand des Hegaus, etwa sieben Kilometer von Singen entfernt.
Durch die Ortsteile Bietingen und Randegg fließt das Flüsschen Biber, welches unterhalb von Stein am Rhein in den Hochrhein mündet.
Westlich, südlich und östlich verläuft die Grenze zwischen Deutschland und der Schweiz.

### Nachbargemeinden
Die Gemeinde grenzt im Norden an Hilzingen, im Osten an Rielasingen-Worblingen und die Schweizer Gemeinden Buch und Ramsen im Kanton Schaffhausen, im Süden an Gailingen und im Westen an Dörflingen und Thayngen, beide im Kanton Schaffhausen.

### Gemeindegliederung
Zur Gemeinde Gottmadingen gehören die früher selbstständigen Gemeinden Bietingen, Ebringen und Randegg.
Zu den früheren Gemeinden Bietingen (1129 Einwohner, Stand 31. Dezember 2013), Ebringen (284 Einwohner) und Gottmadingen (7399 Einwohner) gehören jeweils nur die gleichnamigen Dörfer.
Zur ehemaligen Gemeinde Randegg (1378 Einwohner) gehören das Dorf Randegg, der Weiler Murbach, das Gehöft Kaltenbach und die Häuser Im krummen Risi (Petersburg) und Untere Buchwies.

#### Abgegangene Siedlungen
Im Gebiet der ehemaligen Gemeinde Bietingen liegt die Wüstung Rinhard.
Im Gebiet der ehemaligen Gemeinde Ebringen liegt die abgegangene Ortschaft Wallishausen, deren Gemarkung zwischen Thayngen, Barzheim (beide im Kanton Schaffhausen) und Ebringen aufgeteilt wurde.
Im Gebiet der früheren Gemeinde Gottmadingen liegen die abgegangene Ortschaft Blindenhausen, die Ruine Heilsberg und die abgegangenen Burg Altstadt.
Im Gebiet der ehemaligen Gemeinde Randegg liegen die abgegangenen Ortschaften Hof in dem Hard und Karpen.

## Geschichte

### Frühe Geschichte
Die erste Erwähnung des Ortes Gotemundingen geht auf eine gefälschte Urkunde aus dem Jahr 965 zurück, in der Kaiser Otto der Kirche Öhningen ihre Besitzungen bestätigt. Die ersten Herren von Gottmadingen tauchten 1100 als Ortsadlige aus dem Geschlecht der Nellenburger auf. Im 13. Jahrhundert ist eine Verbindung mit der Bodmaner Herrschaft verzeichnet.
Als erste Ortsherren und Inhaber der Herrschaft Heilsberg erschienen die Herren von Randegg, die sich im 12. Jahrhundert im Hegau niederließen und denen bis zum Schweizerkrieg 1499 Schloss Randegg und die Feste Heilsberg zugeschrieben werden. In Verbindung mit den Randeggern wird auch eine weitere Gottmadinger Burg gebracht, die Burg Gebsenstein, die allerdings auf Hilzinger Gemarkung liegt. Sagenumwoben sind die 1253, 1276 und 1308 bis 1326 erwähnten Drei Edelfräulein von Gebsenstein, Gertrud, Gebizo und Katharina, denen große Mildtätigkeit nachgesagt wird. Die Frauen wurden bis in die 1960er-Jahre im Dorf verehrt.
1275 verkaufte Graf Mangold von Veringen-Nellenburg, Landgraf im Hegau, die Vogtei über Ebringen an die Brüder Heinrich und Martin von Randegg.
Einige Jahre nach dem Schweizerkrieg ging die Herrschaft auf die Herren von Schellenberg, einem ursprünglich bairischen, später in Liechtenstein ansässigen Geschlecht über. Als herausragender Vertreter dieser Herrschaft tat sich Hans II. von Schellenberg (1552–1609) hervor, ein studierter und humanistisch gebildeter Mann, der gebildetste unter den Gottmadinger Ortsherren, der sich mit Fragen der Theologie, Archäologie und Geschichte auseinandersetzte. Mit seinem Tod starb die Linie aus.
Die neuen Herren waren die Vintler von Plätsch, deren Wurzeln in Südtirol zu finden sind. Ohnehin chronisch verschuldet, waren die Vintler noch zusätzlich vom Pech verfolgt. Am 13. April 1611 brannte ein Teil des Dorfes ab, 27 Häuser gingen in Flammen auf. Die Geldknappheit der Vintler bekamen die Gottmadinger mit immensen Fronforderungen zu spüren. In der Ortschronik heißt es: „Der Vintler wurde in der Sage zum ‚Finkler‘ und zum Inbegriff des bösen, raffgierigen und eigensüchtigen Herrn“. Zudem litt das Dorf arg unter dem Dreißigjährigen Krieg. 1632 zogen marodierende Truppen durch den Ort, 1635 zerstörte Konrad Widerholt, der als Plage für die um den Hohentwiel gelegenen Dörfer gilt, die Burg auf dem Heilsberg.
Nach dem Tod des Junkers Vintler verkauften dessen Gläubiger 1660 die heruntergekommene Herrschaft Heilsberg samt Gottmadingen und Ebringen an den österreichischen Regimentsvizekanzler Johann Michael Sonner, der die Herrschaft aus der Landgrafschaft Nellenburg herauslöste und als Territorialherr selbst zu Gericht über Leben und Tod saß. In dieser Zeit fanden auch Hinrichtungen statt, von denen der Gewannname Galgenbuck in Richtung Katzental zeugt. Nach dessen Tod 1672 wurde das Lehen von Kaiser Leopold I. neu ausgegeben.
Die Herren von Deuring kamen aus Vorarlberg nach Gottmadingen und hinterließen mit dem goldenen Löwen auf blauem Feld und drei goldenen Kugeln ihre Insignien im Wappen der Gemeinde. Die Deurings wurden zu Freiherren erhoben, Adrian von Deuring machte Karriere und wurde später Kanzler in Innsbruck. Gleichzeitig waren die Deurings aber das letzte Geschlecht, das als Reichsritter regierte und unmittelbar dem Kaiser unterstand.

### 19. und 20. Jahrhundert
Mit dem Pressburger Frieden vom 26. Dezember 1805 kam Gottmadingen zusammen mit der Landgrafschaft Nellenburg an das neue Königreich Württemberg. Der Württemberger König gab die Herrschaft nicht wieder als Lehen aus, sondern stutzte die Deurings auf den Vasallenstand zurück. Die Gerichtsbarkeit lag nun im Schwäbischen. Nach vier Jahren wurde Gottmadingen bei der napoleonischen Neuordnung im Grenzvertrag zwischen Württemberg und Baden großherzoglich-badisch. Gottmadingen kam zum badischen Bezirksamt Radolfzell. Erneut war es Überschuldung, die den Wechsel des Ortsherren auslöste. Die Gläubiger des letzten Deuring verkauften die Herrschaft 1813 an Johann Andreas von Traitteur (1752–1825) in Bruchsal. Traitteur gilt als schillernde Persönlichkeit: akademisch doktoriert, Lehrer, Baukommissär, Festungsingenieur und Salinenbesitzer, gleichzeitig aber auch Lebemann, Phantast und Vater zahlloser nicht realisierter Projekte. Von ihm wird berichtet, dass er 1794 die Stadt Mannheim überfluten lassen wollte, um sie vor dem französischen Bombardement zu schützen. Der Plan wurde nicht in die Tat umgesetzt.
Die Erben des selbsternannten Grafen von Traitteur verkauften die Grundherrschaft 1829 an den Großherzog Ludwig von Baden, der sie zur Ausstattung seiner Tochter Luise Gräfin von Langenstein erwarb. Durch deren Heirat 1848 mit dem Grafen Karl Israel Douglas kamen die Besitzungen zur Familie Douglas, die noch heute über Landbesitz in der Gemeinde verfügt.
Wirtschaftlichen Aufschwung erlebte das Dorf mit dem Bau der Eisenbahnlinie Schaffhausen–Singen ab 1863. Die Herrschaft entwickelte sich zum Industriedorf durch den Ausbau von drei Familienbetrieben zu Industriebetrieben: die Landmaschinenfabrik Fahr und die Brauereien Bilger und Graf (alle heute nicht mehr existent). Am 9. April 1917 trat Lenin, aus der Schweiz kommend, in Gottmadingen die Eisenbahnreise durch das Deutsche Reich nach Sankt Petersburg an, um dort die Revolution vorzubereiten. Vorbereitet hatte dies Wilhelm von Stumm, der Unterstaatssekretär im Auswärtigen Amt, der an den deutschen Gesandten in Bern, Gisbert von Romberg schrieb: „Verständnisvoller Offizier geleitet Transport von Gottmadingen bis Saßnitz.“
In den 1970er- und 1980er-Jahren erlebte die Gemeinde einen Strukturwandel zum Gewerbe- und Dienstleistungsstandort.

### Jüdische Geschichte
Im Ortsteil Randegg bestand bis zum „Dritten Reich“ eine jüdische Gemeinde. Die Zuwanderung ist seit etwa 1700 verzeichnet. 1851, im Jahr des Höchststands, wohnten 351 Juden in Randegg und erreichten einen Bevölkerungsanteil von 42 %. Ab 1776 trat mit Michael Levi Neumann eine jüdische Persönlichkeit hervor, die 1796 von Franz II. zum kaiserlichen Hoffaktor (Hoflieferant) ernannt wurde und 1823 die Ortsherrschaft erwerben konnte.
Ins Jahr 1810 fiel der Neubau einer Synagoge. Im Zuge der Reichspogromnacht 1938 wurde sie von der in Radolfzell stationierten SS-Verfügungstruppe III./„Germania“ zerstört. In der Grünanlage in der Otto-Dix-Straße erinnerte daran lange Zeit nur ein unauffälliger Gedenkstein.
Am 21. Oktober 1940 wurden im Rahmen der sogenannten Wagner-Bürckel-Aktion 18 jüdische Randegger Bürger ins südfranzösische Internierungslager Gurs deportiert. Von ihnen wurden später mindestens 12 in Auschwitz ermordet. Heute gibt es in Randegg noch den jüdischen Friedhof und die heute als Wohnhaus genutzte ehemalige jüdische Schule.
Der Platz der ehemaligen Synagoge in Randegg wurde als Gedenkstätte neu gestaltet und im August 2014 der Öffentlichkeit vorgestellt. Auf einem rostfarbenen Balken sind die 59 Namen der ehemaligen Bewohner dokumentiert.

### Eingemeindungen
Am 1. Januar 1971 wurde die bis dahin selbständige Gemeinde Ebringen eingemeindet. Die Eingemeindung von Bietingen und Randegg erfolgte am 1. Juli 1974.

### Wappen der ehemaligen Gemeinden
|  | Bietingen (In Silber ein grüner Dreiberg, darauf drei grüne Ähren, einfach beblattet, die höhere mittlere doppelt, belegt mit gekreuztem schwarzem Rechen und Sense) |
|  | Ebringen (In Rot eine schwarz-gold gebundene goldne Garbe) |
|  | Randegg mit Murbach und Petersburg (In Silber ein aus-gerissenes rotes Löwenhaupt)                                                                                   |

### Einwohnerentwicklung
| Jahr | Einwohner |
| ---- | --------- |
| 1852 | 0904      |
| 1861 | 1.102     |
| 1890 | 1.032     |
| 1900 | 1.142     |

| Jahr | Einwohner |
| ---- | --------- |
| 1910 | 1.349     |
| 1919 | 1.578     |
| 1930 | 2.027     |
| 1939 | 2.883     |

| Jahr | Einwohner |
| ---- | --------- |
| 1945 | 2.909     |
| 1949 | 3.298     |
| 1959 | 5.268     |
| 1960 | 5.445     |

| Jahr | Einwohner |
| ---- | --------- |
| 1961 | 5.661     |
| 1962 | 5.838     |
| 1963 | 5.964     |
| 1964 | 6.002     |

| Jahr | Einwohner |
| ---- | --------- |
| 1970 | 6.476     |
| 1987 | 8.482     |
| 1996 | 9.773     |
| 2004 | 10.2400   |

| Jahr | Einwohner |
| ---- | --------- |
| 2007 | 10.335    |
| 2011 | 10.147    |
| 2015 | 10.357    |
| 2020 | 10.843    |

Zahlen 1852 bis 1964   –  2007: gemäß Artikel-Versionsgeschichte  –  2011: Volkszählung, 9. Mai 

## Religion
Obwohl überwiegend römisch-katholisch geprägt, gibt es in Gottmadingen neben der katholischen Gemeinde auch eine evangelische Gemeinde, sowie zwei Freikirchen: eine Freie evangelische Gemeinde und die Kirche des Nazareners, sowie eine Versammlung der Zeugen Jehovas.

## Politik

### Gemeinderat
In Gottmadingen wird der Gemeinderat nach dem Verfahren der unechten Teilortswahl gewählt. Dabei kann sich die Zahl der Gemeinderäte durch Überhangmandate verändern. Der Gemeinderat besteht aus den 22 gewählten ehrenamtlichen Gemeinderäten und dem Bürgermeister als Vorsitzendem. Der Bürgermeister ist im Gemeinderat stimmberechtigt.
Die Kommunalwahl am 9. Juni 2024 führte zu folgendem Endergebnis.
| Parteien und Wählergemeinschaften | Parteien und Wählergemeinschaften                         | % 2024  | Sitze 2024 | % 2019 | Sitze 2019 | Kommunalwahl 2024 %6050403020100 57,52 %23,41 %19,07 % FWSPDCDUGewinne und Verlusteim Vergleich zu 2019 %p 4 2 0 −2 −4+3,02 %p−2,39 %p−0,63 %pFWSPDCDU |
| FWG                               | Freie Wählergemeinschaft                                  | 57,52   | 13         | 54,5   | 12         | Kommunalwahl 2024 %6050403020100 57,52 %23,41 %19,07 % FWSPDCDUGewinne und Verlusteim Vergleich zu 2019 %p 4 2 0 −2 −4+3,02 %p−2,39 %p−0,63 %pFWSPDCDU |
| SPD/UL                            | Sozialdemokratische Partei Deutschlands/Unabhängige Liste | 23,41   | 5          | 25,8   | 6          | Kommunalwahl 2024 %6050403020100 57,52 %23,41 %19,07 % FWSPDCDUGewinne und Verlusteim Vergleich zu 2019 %p 4 2 0 −2 −4+3,02 %p−2,39 %p−0,63 %pFWSPDCDU |
| CDU                               | Christlich Demokratische Union Deutschlands               | 19,07   | 4          | 19,7   | 5          | Kommunalwahl 2024 %6050403020100 57,52 %23,41 %19,07 % FWSPDCDUGewinne und Verlusteim Vergleich zu 2019 %p 4 2 0 −2 −4+3,02 %p−2,39 %p−0,63 %pFWSPDCDU |
| gesamt                            | gesamt                                                    | 100,0   | 22         | 100,0  | 23         | Kommunalwahl 2024 %6050403020100 57,52 %23,41 %19,07 % FWSPDCDUGewinne und Verlusteim Vergleich zu 2019 %p 4 2 0 −2 −4+3,02 %p−2,39 %p−0,63 %pFWSPDCDU |
| Wahlbeteiligung                   | Wahlbeteiligung                                           | 55,66 % | 55,66 %    | 45,3 % | 45,3 %     | Kommunalwahl 2024 %6050403020100 57,52 %23,41 %19,07 % FWSPDCDUGewinne und Verlusteim Vergleich zu 2019 %p 4 2 0 −2 −4+3,02 %p−2,39 %p−0,63 %pFWSPDCDU |

### Bürgermeister
In der Wahl am 11. Oktober 2020 wurde Michael Klinger als Bürgermeister mit 89,34 Prozent der gültigen Stimmen für seine dritte Amtszeit bestätigt.

### Verwaltungsgemeinschaft
Die Gemeinde ist Sitz der Vereinbarten Verwaltungsgemeinschaft der Gemeinde Gottmadingen mit den Gemeinden Büsingen am Hochrhein und Gailingen am Hochrhein. Gottmadingen ist ein Unterzentrum mit dem Entwicklungsschwerpunkt „Arbeiten und Wohnen“.

### Wappen
| Wappen der Gemeinde Gottmadingen | Blasonierung: „Gespalten von Silber und Blau, vorne ein roter Pfahl, belegt mit drei goldenen Kugeln, hinten ein goldener Löwe.“ |
| Wappen der Gemeinde Gottmadingen | Wappenbegründung: Erst seit den zwanziger Jahren des 19. Jahrhunderts führte die Gemeinde eigene Siegel. Das Siegelbild zeigt zunächst zwei gekreuzte Getreidegarben, dahinter eine Sichel, eine Sense, einen Rechen und eine von einer Weinrebe umrankte Heugabel und am Fuß dieses Ensembles einen roten Wappenschild mit goldenem Schrägbalken (Schraffuren). Spätere Siegel bringen vereinfacht nur noch einen Weinstock hinter gekreuzten Garben. 1904 nahm die Gemeinde eine Variation des Wappens der Freiherren von Deuring, denen Gottmadingen als Teil der Herrschaft Heilsberg bis 1806 gehört hatte, an: In Blau ein goldener Löwe, in den Vorderpranken einen von Rot, Blau und Silber gespaltenen Schild haltend, im blauen Feld dieses Schildes drei goldene Kugeln übereinander. Das auf Antrag der Gemeinde in der Anordnung der Bilder veränderte Wappen wurde gemeinsam mit der Flagge am 4. März 1958 vom Innenministerium verliehen. |

### Partnerschaften
Gottmadingen unterhält partnerschaftliche Beziehungen zu
- Champagnole in der Region Bourgogne-Franche-Comté (Frankreich), seit 1968
- Caselle in Pittari in der Region Kampanien (Italien), seit 1993
- Randegg in Niederösterreich, seit 1969

### Ehrenbürger
- Franz Burkard, Geistlicher Rat (* 12. Februar 1888; † 8. Februar 1965)
- Johann Georg Fahr, Generaldirektor (* 16. Oktober 1904; † 26. April 1972)
- Karl Stett, Bürgermeister (* 21. Juli 1902; † 22. April 1985).
- Hans Jürgen Schuwerk, Bürgermeister (* 9. Mai 1939; † 20. August 2016), zum Ehrenbürger ernannt 2004

## Wirtschaft und Infrastruktur

### Verkehr
Gottmadingen ist durch die Hochrheinbahn (Basel–Konstanz) an das überregionale Schienennetz angebunden. Der Personennahverkehr wird mit einem S-Bahn-Haltepunkt bedient, für den Güterverkehr verfügt der Industriepark und das Areal der ehemaligen Firma Kverneland über qualifizierte Gleisanschlüsse.
Außerdem ist Gottmadingen Ausgangspunkt der Bundesautobahn 81 nach Würzburg. Die Zollanlage Bietingen-Thayngen auf der Verkehrsachse Stuttgart–Zürich ist neben den Zollanlagen in Basel einer der beiden wichtigen Grenzübertrittspunkte für den motorisierten Personen- und Warenverkehr an der deutsch-schweizerischen Grenze. In jüngster Zeit wieder entflammt ist vor allen Dingen auf Schweizer Seite die Diskussion um den nahtlosen Anschluss der Autobahn A 81 an das Schweizer Schnellstraßennetz.
Der Ortsteil Randegg liegt an einer Schweizer Buslinie, die regelmäßige Verbindungen mit der deutschen Exklave Büsingen am Hochrhein und der Stadt Schaffhausen sowie den Gemeinden Dörflingen, Buch und Ramsen in der Schweiz gewährleistet.
Durch eine Alltagsroute aus dem Radnetz Baden-Württemberg ist Gottmadingen mit Singen und Richtung Thayngen und Schaffhausen verbunden.

### Wirtschaft

#### Wirtschaftsgeschichte

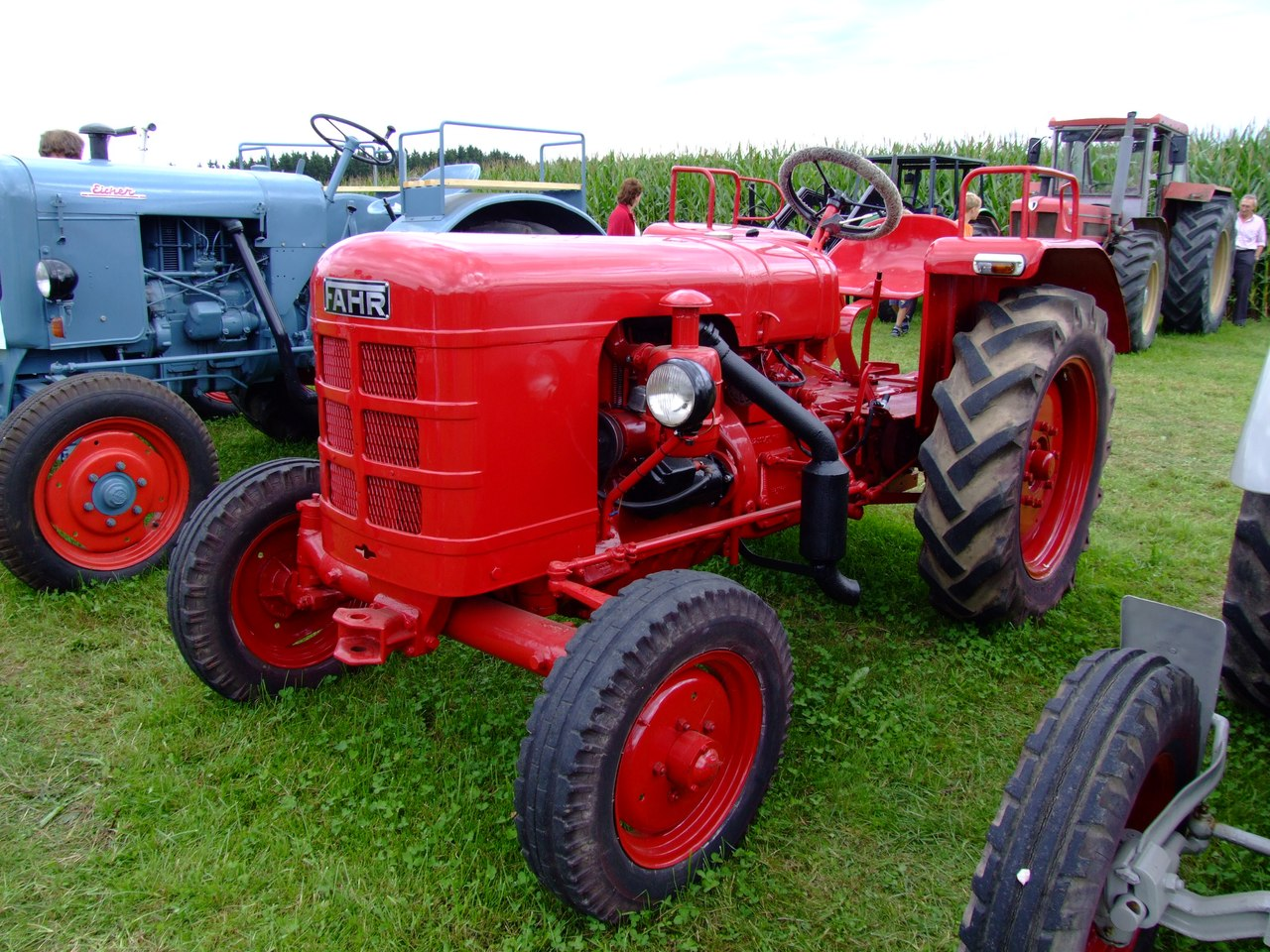
FAHR-Schlepper D270 (Bj. 1958)

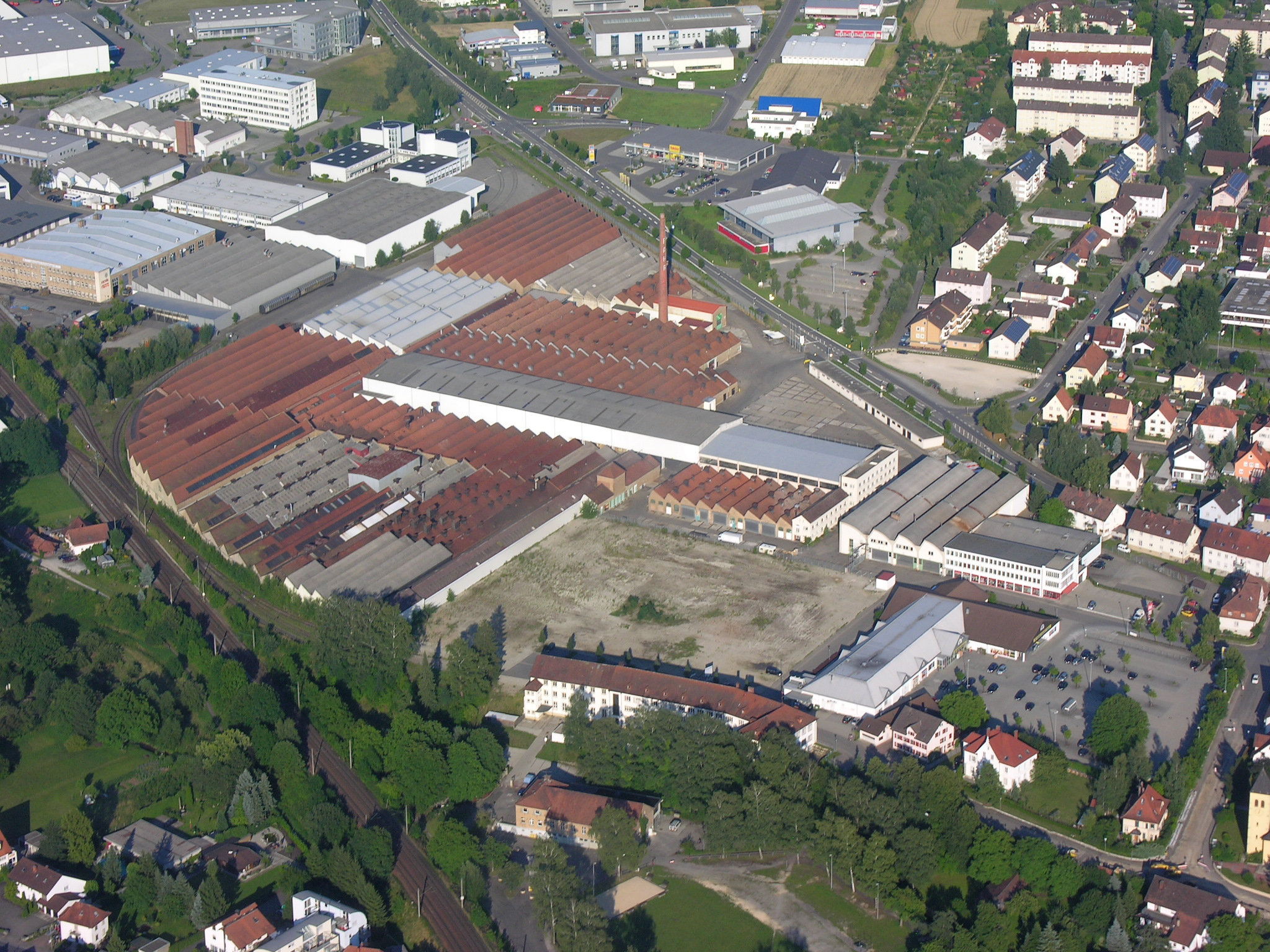
Industriegebiet Strickmann mit der Entwicklungsfläche Erwin-Dietrich-Straße

Johann Georg Fahr gründete in Gottmadingen 1870 die Maschinenfabrik Fahr. Das Unternehmen, das in seiner Blütezeit Anfang der 1960er Jahre an die 4.000 Arbeiter und Angestellte hatte, spielt eine prägende Rolle in der Wirtschafts- und Sozialgeschichte des Ortes. Unter zahlreichen Erfindungen der Landmaschinentechnik ist die Entwicklung der „Kreiseltechnik“ die bedeutendste. Der bis 1961 familiengeführte Betrieb beteiligte zur Bewältigung eines breiten Produktionsprogramms 1961 die Klöckner-Humboldt-Deutz AG (KHD) in Köln und musste dafür die 1938 aufgenommene geschichtsträchtige Schlepperproduktion opfern. KHD übernahm nach der Rezession von 1966 im Jahr 1968 die Aktienmehrheit bei Fahr und gliederte 1977 das bis dahin noch selbständig geführte Unternehmen als Zweigniederlassung, für die Produktion der Gründlandtechnik, in den eigenen Konzern ein. Ab 1977 firmierte der Landmaschinen-Bereich der Deutz AG als Deutz-Fahr. In den Folgejahren wurde der Betrieb unter massivem Stellenabbau noch zweimal weiterverkauft, bis der letzte Besitzer Kverneland im Jahre 2007 die Pforten schloss. Die Zukunft des Areals stellt heute eine der großen Strukturaufgaben für die Gemeinde dar.
Auf dem früheren Fabrikgelände befindet sich heute ein Gewerbepark, der Industrie-Park Gottmadingen, in dem etwa die BKK Fahr ihren Sitz hatte und der heute von der niederländischen Halverton Real Estate Investment Management GmbH betrieben wird. Im Industriepark ansässig sind die Automotive-Fertigungen des Alcan-Standortes Singen, in denen Aluminium-Formteile für den Automobilbau hergestellt werden.
Die Brauerei Bilger war der zweite Großbetrieb, der Gottmadingen die Bezeichnung eines Industriedorfs bescherte. Die Brauerei geht auf den Gründungsvater Johann Nepomuk Bilger zurück, der 1821 die Bierherstellung in der Real-Gastwirtschaft zur Sonne aufnahm. Bis in die Jahre 1965 bis 1968 konnte die Brauerei den Bierausstoß auf knapp 220.000 Hektoliter/Jahr steigern und gehörte damit zu den vier größten Brauereien Südbadens. In den Glanzzeiten schenkte die Lufthansa Bilger-Bier in Dosen an Bord ihrer Flugzeuge aus. Das Unternehmen wurde 1968 an die Donaueschinger Fürstlich Fürstenbergische Brauerei verkauft, der damals noch 271 Beschäftigte zählende Betrieb wurde 1976 vom neuen Eigentümer geschlossen und das Areal verkauft. Heute lebt kein Nachfahre der Familie Bilger mehr in Gottmadingen. Das Brauereigelände lag an zentraler Stelle in der Ortsmitte der Gemeinde, wurde in den 1990er Jahren abgerissen und ist einer Wohnbebauung gewichen. Das ehemalige Sudhaus zeugt neben dem „Hotel Sonne“ und der ehemaligen Fabrikantenvilla noch von den Gebäuden der Brauerei.

#### Ansässige Unternehmen
In der Gegenwart zeigt sich die Industrie- und Gewerbestruktur diversifizierter. Von den 437 wirtschaftlich aktiven Betrieben firmieren noch 35 Unternehmen als Industriebetriebe, 67 als Handwerks- und 386 als Handels- und Dienstleistungsbetriebe. Sie stellen zusammen 2.430 sozialversicherungspflichtige Arbeitsplätze zur Verfügung.
Im Bereich der Reinigungsdienstleistungen ist die Conrady Gruppe mit über 4000 Beschäftigten überregional tätig.
Die Randegger Ottilienquelle, bis heute im Familienbesitz, füllt seit 1892 Wasser ab.

#### Zukunftschancen
Aus dem Flächennachlass der Firma Fahr stehen heute große als Industriegebiet ausgewiesene Entwicklungsflächen zur Verfügung, die hochgeschossig bebaut werden können und die über einen eigenen Bahnanschluss verfügen. Rund die Hälfte der Flächen ist baureif erschlossen. Im Areal des Industrieparks hat sich eine Projektentwicklungsstruktur etabliert, die sowohl reine Grundstücksveräußerungen als auch die Erstellung von Büro- und Produktionsflächen auf Investorenbasis anbietet.

### Bildungseinrichtungen
Neben der Eichendorff-Realschule und der Eichendorff-Hauptschule gibt es noch Grundschulen im Kernort (Hebelschule), in Bietingen und in Randegg. Außerdem gibt es noch zwei römisch-katholische, zwei kommunale, einen evangelischen und einen Waldorf-Kindergarten.

## Kultur und Sehenswürdigkeiten

### Museen
- Museum des Fahr- und Schleppervereins: Ausgestellt wird historische Landmaschinentechnik auf einer Ausstellungsfläche von 1.250 m², so z. B. Futter- und Getreideernte sowie Fahr-Erntetechnik, Hoftechnik, Landmaschinen, Bindemäher, Mähdrescher, Ladewagentechnik, Traktoren, Sonderkonstruktionen, Gussteile, Modelle, Anschauungs- und Studienobjekte, Archivmaterial, historische Filme, Schautafeln und dokumentarische Text- und Bildverzeichnisse.

### Bauwerke
Kirchliche Bauten

Historischer Plan des Alten Rathauses (früher Schloss Gottmadingen) von 1829

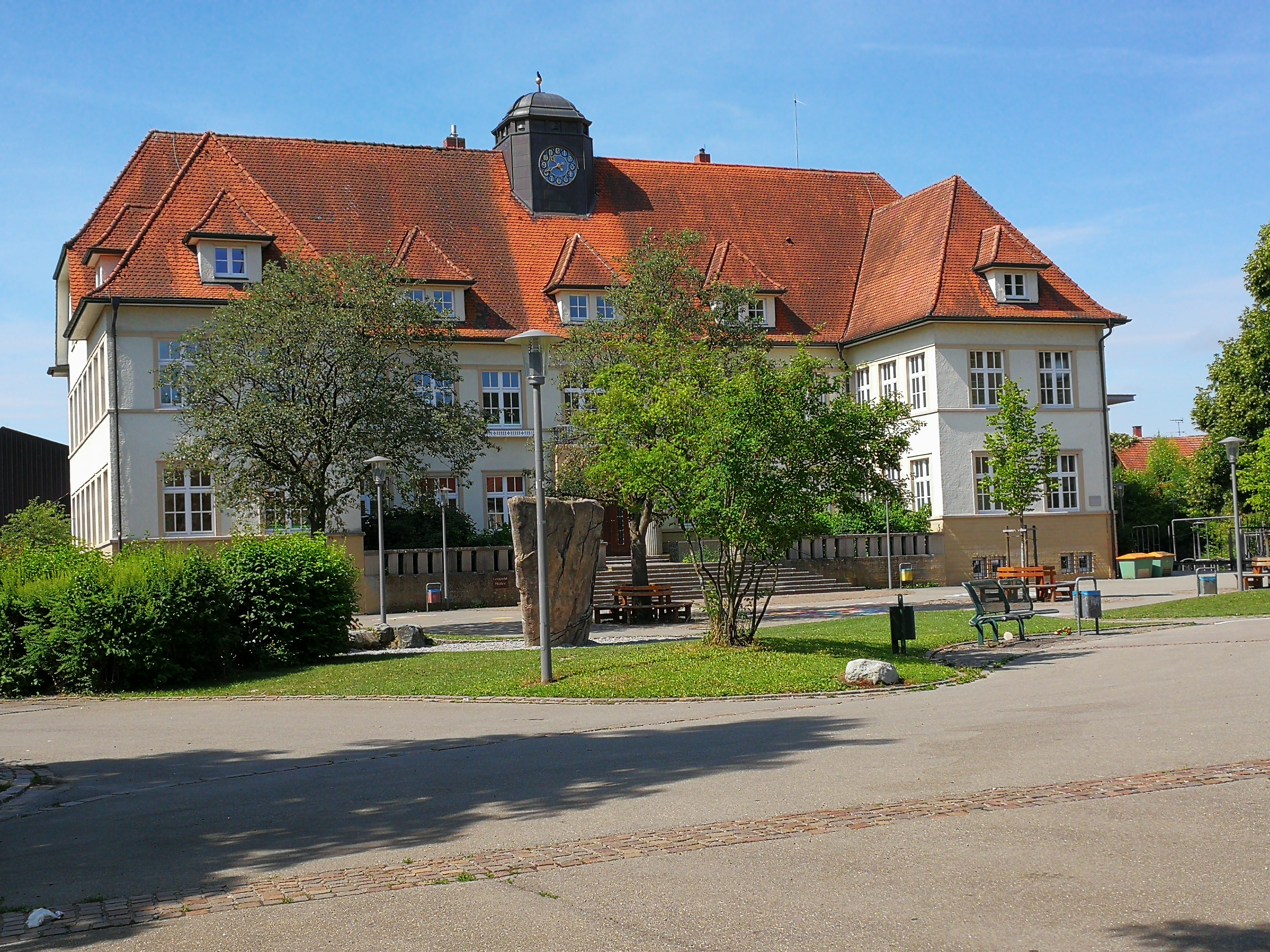
Hebelschule

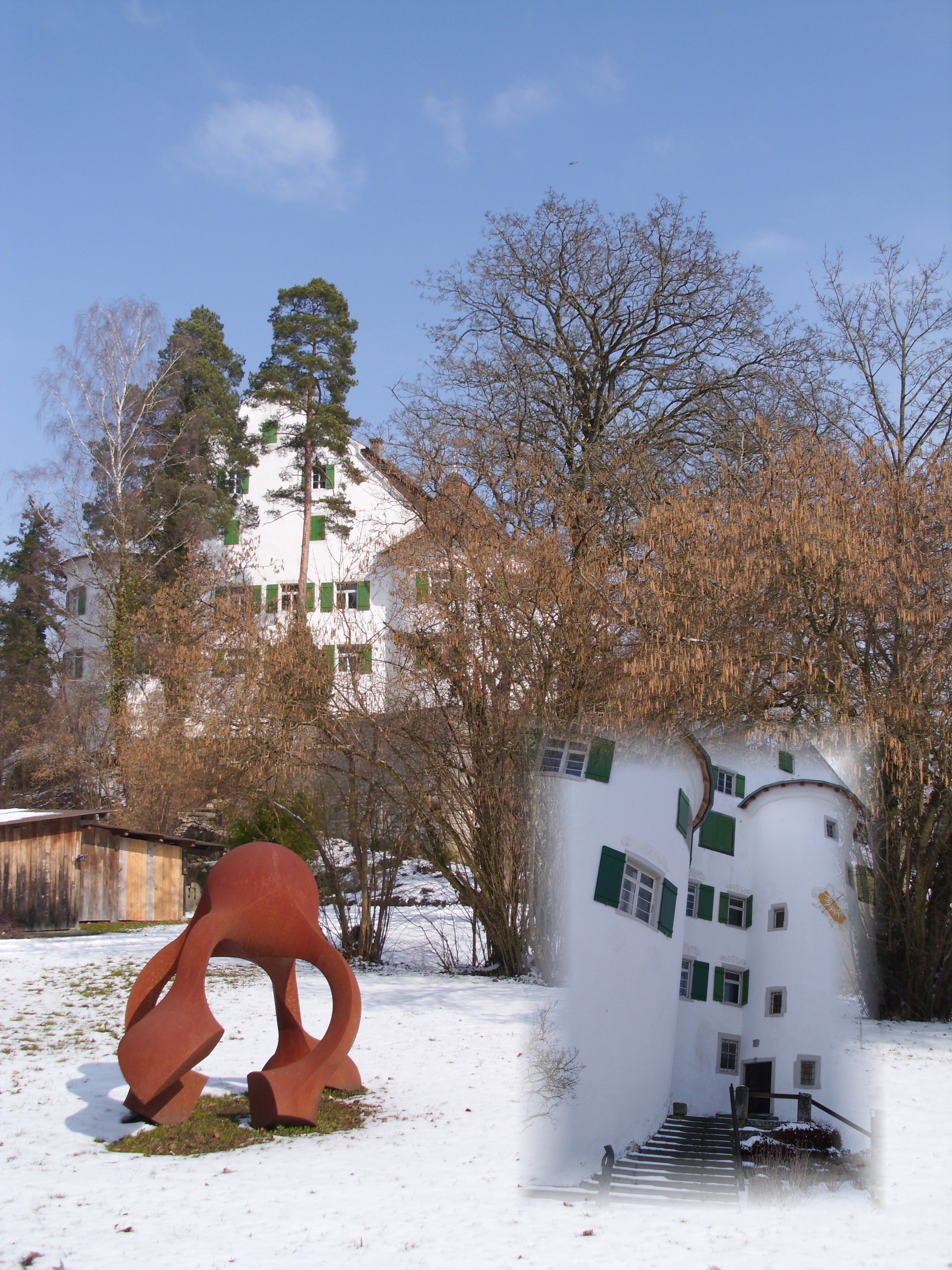
Schloss Randegg

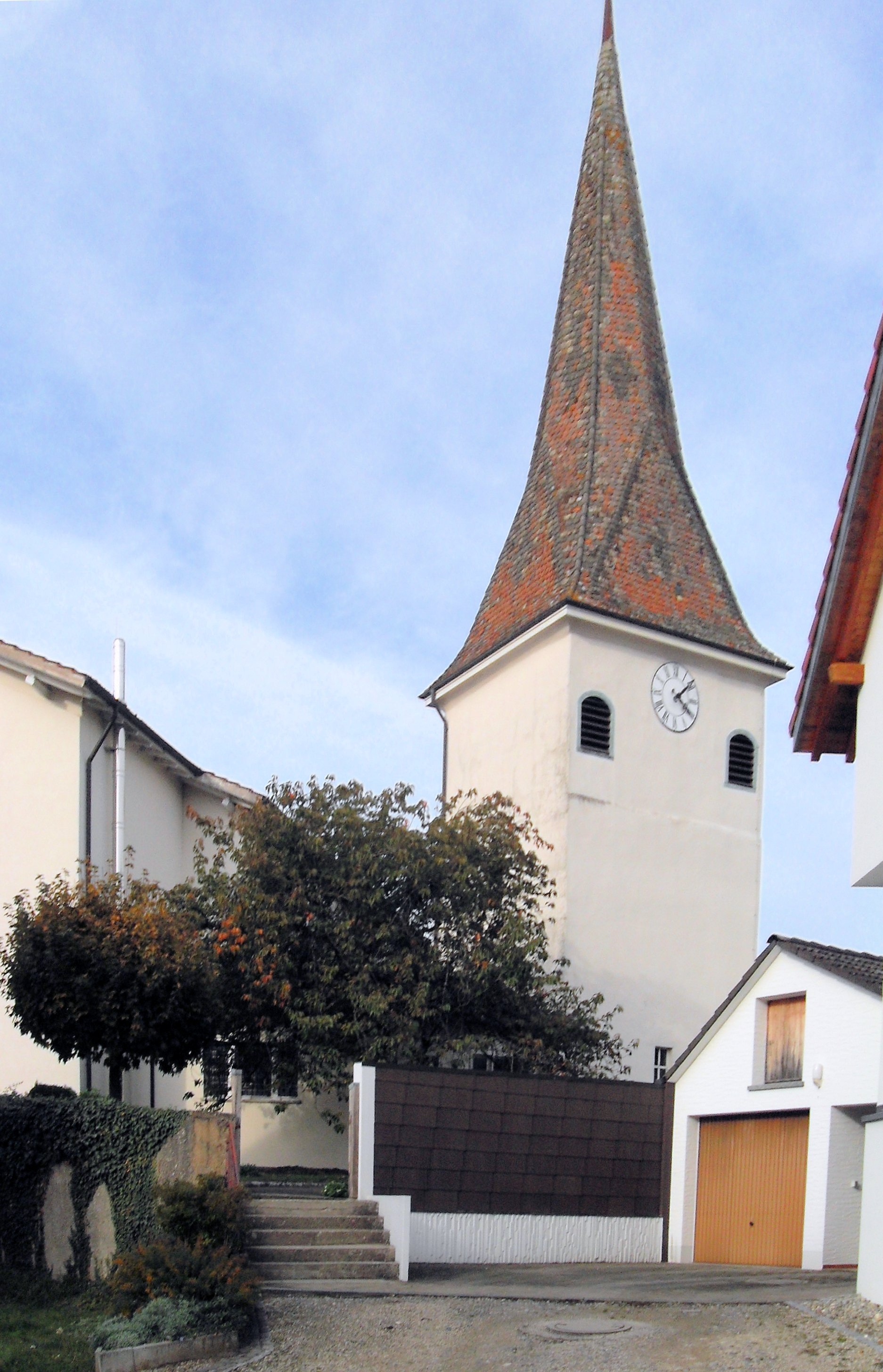
St. Gallus Bietingen

- Christkönigskirche (1931 erbaut von Johann Luger), klassizistisch motiviertes Langhaus mit expressionistisch abgetrepptem Glockenturm
- Evangelische Lutherkirche (1936/1937 erbaut von Berthold Sack)
- Kirche St. Ottilia mit der ältesten datierten Kirchenglocke Deutschlands (1209).
- Pfarrkirche St. Gallus im Ortsteil Bietingen mit separatem Turm

Öffentliche Bauten
- Neues Rathaus, ehemaliges Gasthaus Oberer Sternen (1900 erbaut, 1988 umgebaut von Josef Binder) am Bahnhof
- Altes Rathaus, ehemaliges Schloss Gottmadingen (15. Jahrhundert) in der Ortsmitte
- Hebelschulhaus (1914, Architekt Bauer, Konstanz) in der Ortsmitte, mit sezessionistisch geprägtem Eingangsportal

Burgen und Schlösser
- Ruine Burg Heilsberg
- Schloss Gottmadingen, heute Altes Rathaus (15. Jahrhundert)[22]
- Schloss Randegg (ab 1567)[23]
- Schloss Bietingen (ab 1718)
- Burg Kapf, Bietingen urgeschichtliche Befestigungsanlage[24]

Industriearchitektur
Zwei identitätsstiftende Baustrukturen zeugen von der Industriegeschichte. Auf dem Kohlberg steht das ehemalige Sudhaus der Brauerei Bilger (erbaut 1913), das neben zwei Villenbauten das letzte verbliebene Gebäude der Industrieanlage ist. Mit leichten Anklängen an Burgenarchitektur vertritt es sowohl in stilistischer wie auch in bautypologischer Hinsicht die von 1880 bis zur Zwischenkriegszeit gängige Brauereibauweise. Nach dem Abriss der restlichen Brauereigebäude stand das Gebäude über Jahre leer. Bis 2006 wurde es saniert.
Im ehemaligen Werksareal der Firma Fahr ist über Jahre eine flächenhafte, niedrige Hallenstruktur mit bildprägenden „Sägezahn“-Sheddächern entstanden. Mit schlechter baulicher Substanz ausgestattet ist deren Weiterbestehen nach dem Ende der Landmaschinenproduktion heute indes ungewiss. Nennenswert ist auf dem Werksareal außerdem der 1939 mit Anklängen an die Monumentalarchitektur der 1930er Jahre errichtete Schlepperbau.
Arbeitersiedlungen
Gleichzeitig mit den Industriebauten ist ein nennenswerter Bestand an Arbeiterwohnungsbau realisiert worden. Die ersten Arbeiterhäuser wurden in der Lindenstraße (1907, Firma Fahr) und an der Straße nach Schaffhausen (1905, Sternenbrauerei) ab der Jahrhundertwende errichtet. Große Bautätigkeit ist in den 1930er Jahren zu verzeichnen, in der mit zwei Straßenzügen siedlungsartiger Arbeiterwohnungsbau betrieben wurde: die Brodlaube (ab 1933 bis Anfang 1950er Jahre) mit Häusern für Mitarbeiter der Firma Fahr und die so genannte WOBAG-Siedlung im Gewann Rattenäcker (ab 1938) als nationalsozialistisch motivierter Siedlungsbau.
Villenbau
Als weitere bemerkenswerte Bauten rund um die Industrieproduktion sind die Villen der Unternehmerfamilien zu nennen, die in der Blütezeit deutlich aus dem übrigen Ortsbild hervorstachen.

### Fasnacht
Die Gemeinde verfügt über eine mit 140 Jahren zwar junge aber sehr ausgeprägte Fasnachtskultur. Die 1874 gegründete Gerstensackzunft veranstaltet mit dem Bieranstich, ihrem Narrenspiegel, dem Gerstensackkonzert, dem Frühschoppen und dem großen Umzug vier feste Eckpfeiler der Gottmadinger Fasnacht, von denen insbesondere letztere beiden überörtlich Beachtung finden.
Der Fasnetmäntig-Umzug wird seit dem Ersten Weltkrieg veranstaltet. Als dieser von der badischen Regierung in den 1920er Jahren zweimal verboten wurde, gestaltete man ihn ab 1927 als Themenumzug. Er entwickelte sich in der Blütezeit der Firmen Fahr und Bilger zu einem Aufmarsch mit aufwändig ausgestatteten Wagen und Gruppen. Heute hat der Umzug den Habitus eines Narrentreffens, nur vereinzelt finden sich noch Themenwagen.

### Kunst
Über die Region hinaus bekannt ist die Kunstausstellung Experimentelle, die im Zweijahresturnus von der Galerie Titus Koch auf Schloss Randegg veranstaltet wird und schwerpunktmäßig gegenstandslose Kunst zeigt. Den Ort säumen, ausgehend vom Anneliese-Bilger-Platz, eine Reihe von zeitgenössischen Skulpturen, die vom Förderverein für Kultur- und Heimatgeschichte aufgestellt werden.

## Söhne und Töchter der Gemeinde
- Salomon Moos (1831–1895), in Randegg geborener Mediziner, Fachautor und Herausgeber
- Johann Georg Fahr (1836–1916), Unternehmer
- Eugen Beck (1866–1934), geboren in Randegg, Architekt und Professor
- Josef Höfler (1911–1994), Gerechter unter den Völkern
- Manfred Maus (* 1935), Unternehmer, Mitgründer der Baumarktkette Obi
- Ralf T. Vögele (* 1963), Mikrobiologe